# La Poterie-Cap-d'Antifer
La Poterie-Cap-d'Antifer è un comune francese di 409 abitanti situato nel dipartimento della Senna Marittima nella regione della Normandia.

## Società

### Evoluzione demografica
Abitanti censiti